# Proto-Tre Regni di Corea
I Proto-Tre Regni di Corea si riferiscono al periodo della storia della Corea compreso tra la caduta di Gojoseon e la maturazione di Goguryeo, Baekje e Silla in regni pienamente sviluppati. È una suddivisione di quello che viene comunemente chiamato Periodo dei Tre Regni di Corea.
Generalmente collocato nei primi tre secoli dell'era volgare, corrisponde all'ultima parte dell'età del ferro in Corea, ed è a volte chiamato periodo Samhan, con riferimento alle tre confederazioni della penisola coreana centrale e meridionale.  Durante questo periodo, Baekje e Silla presero il controllo delle Samhan, e Goguryeo si espanse al nord, distruggendo l'ultima comanderia cinese a Lelang.

## Storia
Quando Wiman di Gojoseon fu sconfitto dalla dinastia Han della Cina nel 108 a.C., la regione settentrionale della penisola coreana e la Manciuria furono occupate dagli stati di Buyeo, Goguryeo, Okjeo, Dongye e da altri staterelli minori.  La data di fondazione tradizionale di Goguryeo è il 37 a.C., ma esso era menzionato nelle registrazioni cinesi fin dal 75 a.C., o probabilmente addirittura dal II secolo a.C. La Cina installò quattro comanderie nell'antico territorio di Gojoseon, ma tre di esse caddero rapidamente ad opera della resistenza coreana. Goguryeo conquistò ed assorbì gradualmente tutti i suoi vicini, distruggendo l'ultima comanderia cinese nel 313.
A sud, il poco conosciuto stato di Jin aveva dato origine alle libere confederazioni di Jinhan, Byeonhan e Mahan o, collettivamente, Samhan. Baekje fu fondato nel 18 a.C. nel territorio di Mahan e cominciò lentamente a prenderne il controllo. Silla fu fondato dall'unificazione di sei comunità rette da capi all'interno di Jinhan, tradizionalmente nel 57 a.C., anche se potrebbe essere avvenuto un po' più tardi. Byeonhan fu assorbito nella successiva confederazione di Gaya, che a sua volta fu poi annessa da Silla.
A causa di questa continuità, la maggior parte degli storici considerano i Tre Regni iniziati già verso la caduta di Gojoseon, ma è comunque bene sottolineare che essi non dominarono la penisola come regni veri e propri fino al 300 circa.

## Cultura del ferro
Importanti caratteristiche di questo periodo comprendono la diffusa produzione di manufatti in ferro di uso quotidiano e l'introduzione della ceramica in terracotta grigia con motivo martellato.
I ritrovamenti archeologici di questo periodo provengono principalmente da Lelang e Goguryo a nord e da Samhan a sud. Tracce dell'utilizzo di bronzo e ferro e della stessa produzione di ferro sono state rinvenute presso siti formati da cumuli di conchiglie sulla costa meridionale.
Manufatti tipici della cultura coreana dei pugnali di bronzo, della cultura cinese e delle culture delle steppe settentrionali sono stati trovati insieme in siti archeologici di questa regione, indicando interazioni indipendenti con la Cina degli Han e con varie altre aree.
L'introduzione della tecnologia del ferro consentì la fabbricazione e l'uso di armi e di attrezzi agricoli più forti ed affilati, determinando un'accelerazione dell'integrazione politica, come pure maggiori concentrazioni di potere e di ricchezza.

## Commercio
Il commercio è documentato nelle Cronache dei Tre Regni (Sānguó Zhì), che affermano che il ferro dal bacino del Nakdong era esportato a Lolang e a Wae in Giappone.  Il contatto con le culture del bacino inferiore del Nakdonggang è dimostrato da prove archeologiche dalla Cina, da Wa e dalla Manciuria.
Nella parte meridionale della penisola coreana, sono stati trovati specchi cinesi di bronzo, tripodi rituali di bronzo, fibbie di bronzo e monete cinesi provenienti sia da cumuli di conchiglie che da tombe. Esempi di manufatti originari della Provincia Settentrionale comprendono vasi Fu di bronzo, fibbie a forma di tigre e a forma di cavallo. Gli oggetti di Wae comprendono ceramiche Yayoi, sarcofagi giare, ampie punte di lancia di bronzo e alabarde di bronzo.